# Чемпионат Европы по футболу 2012 (отборочный турнир)

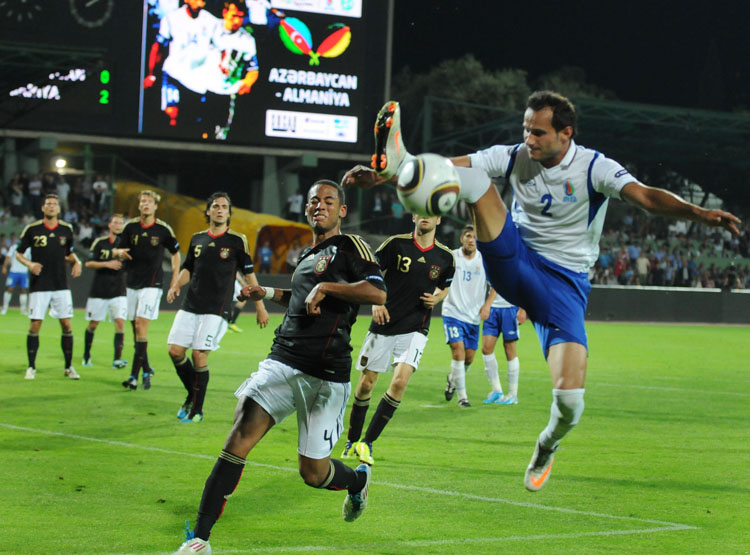
Азербайджан против Германии

Отбо́рочный турни́р Е́вро-2012 проходил с 11 августа 2010 по 15 ноября 2011 года и определил участников чемпионата Европы по футболу 2012. Жеребьёвка отборочного турнира прошла 7 февраля 2010 года в Bapшаве.
В отборочном турнире принимала участие 51 сборная из 53 сборных-членов УЕФА (добавилась Черногория). Польша и Украина квалифицировались в финальный турнир как страны-организаторы. Все сборные были разбиты на 9 групп: 6 групп по 6 команд и ещё 3 группы по 5 команд. Девять победителей групп и одна лучшая сборная из тех, кто займёт вторые места, выходят на Евро-2012. Остальные 8 сборных, занявших вторые места в своих группах, разыграют четыре путёвки в Польшу и на Украину в стыковых матчах. При сравнении этих команд будут учитываться только игры с командами, занявшими 1 и 3-5 места, из-за разного количества команд в группах.
Первый матч отборочного турнира (Эстония — Фарерские острова) был проведён 11 августа 2010 года.
При жеребьёвке все сборные были разбиты на 6 корзин. В корзинах с первой по пятую находились по девять сборных, в шестой корзине — шесть сборных. Критерий «посева» сборных по корзинам — европейский рейтинг сборных, основанный на выступлениях команд в отборочных и финальных турнирах ЧМ-2006 и Евро-2008, а также в отборочном турнире ЧМ-2010.
Также было объявлено, что ввиду напряжённости в дипломатических отношениях между Россией и Грузией, а также Арменией и Азербайджаном, УЕФА не будет включать эти команды в одни группы квалификации.

## Корзины
| Корзина 1                                                                                      | Корзина 2                                                                                          | Корзина 3 |
| ---------------------------------------------------------------------------------------------- | -------------------------------------------------------------------------------------------------- | --- |
| - Испания - Германия - Нидерланды - Италия - Англия - Хорватия - Португалия - Франция - Россия | - Греция - Чехия - Швеция - Швейцария - Сербия - Турция - Дания - Словакия - Румыния               | - Израиль - Болгария - Финляндия - Норвегия - Ирландия - Шотландия - Северная Ирландия - Австрия - Босния и Герцеговина |
| Корзина 4                                                                                      | Корзина 5                                                                                          | Корзина 6 |
| - Словения - Латвия - Венгрия - Литва - Беларусь - Бельгия - Уэльс - Македония - Кипр          | - Черногория - Албания - Эстония - Грузия - Молдова - Исландия - Армения - Казахстан - Лихтенштейн | - Азербайджан - Люксембург - Мальта - Фарерские острова - Андорра - Сан-Марино                                          |

## Дополнительные показатели
При равенстве очков у нескольких команд места используются дополнительные показатели в следующем порядке:
1. Очки, набранные в матчах этих команд;
2. Разница мячей в матчах этих команд;
3. Число забитых мячей в матчах этих команд;
4. Число забитых на чужом поле мячей в матчах этих команд;
5. Если после применения первых четырёх критериев у двух или нескольких команд показатели будут всё ещё равны, первые четыре критерия повторно применяются к этим командам, с учётом только матчей между ними. В случае равенства после этой процедуры применяются остальные критерии;
6. Разница мячей;
7. Число забитых мячей;
8. Число забитых на чужом поле мячей;
9. Показатели fair play;
10. Жребий.

## Группы
По результатам жеребьёвки отборочные группы выглядят следующим образом:
| Условные цветовые обозначения       |
| ----------------------------------- |
| Сборная проходит в финальный раунд  |
| Сборная проиграла в стыковых матчах |
| Сборная не вышла из группы          |

### Группа A
| М | Команда     | И  | В  | Н | П | Мячи    | ±   | О  |
| - | ----------- | -- | -- | - | - | ------- | --- | -- |
| 1 | Германия    | 10 | 10 | 0 | 0 | 34 − 7  | +27 | 30 |
| 2 | Турция      | 10 | 5  | 2 | 3 | 13 − 11 | +2  | 17 |
| 3 | Бельгия     | 10 | 4  | 3 | 3 | 21 − 15 | +6  | 15 |
| 4 | Австрия     | 10 | 3  | 3 | 4 | 16 − 17 | −1  | 12 |
| 5 | Азербайджан | 10 | 2  | 1 | 7 | 10 − 26 | −16 | 7  |
| 6 | Казахстан   | 10 | 1  | 1 | 8 | 6 − 24  | −18 | 4  |

И — игры, В — выигрыши, Н — ничьи, П — проигрыши, Мячи — забитые и пропущенные голы, ± — разница голов, О — очки

### Группа В
| М | Команда   | И  | В | Н | П  | Мячи    | ±   | О  |
| - | --------- | -- | - | - | -- | ------- | --- | -- |
| 1 | Россия    | 10 | 7 | 2 | 1  | 17 − 4  | +13 | 23 |
| 2 | Ирландия  | 10 | 6 | 3 | 1  | 15 − 7  | +8  | 21 |
| 3 | Армения   | 10 | 5 | 2 | 3  | 22 − 10 | +12 | 17 |
| 4 | Словакия  | 10 | 4 | 3 | 3  | 7 − 10  | −3  | 15 |
| 5 | Македония | 10 | 2 | 2 | 6  | 8 − 14  | −6  | 8  |
| 6 | Андорра   | 10 | 0 | 0 | 10 | 1 − 25  | −24 | 0  |

И — игры, В — выигрыши, Н — ничьи, П — проигрыши, Мячи — забитые и пропущенные голы, ± — разница голов, О — очки

### Группа C
| М | Команда           | И  | В | Н | П | Мячи    | ±   | О  |
| - | ----------------- | -- | - | - | - | ------- | --- | -- |
| 1 | Италия            | 10 | 8 | 2 | 0 | 20 − 2  | +18 | 26 |
| 2 | Эстония           | 10 | 5 | 1 | 4 | 15 − 14 | +1  | 16 |
| 3 | Сербия            | 10 | 4 | 3 | 3 | 13 − 12 | +1  | 15 |
| 4 | Словения          | 10 | 4 | 2 | 4 | 11 − 7  | +4  | 14 |
| 5 | Северная Ирландия | 10 | 2 | 3 | 5 | 9 − 13  | −4  | 9  |
| 6 | Фарерские острова | 10 | 1 | 1 | 8 | 6 − 26  | −20 | 4  |

И — игры, В — выигрыши, Н — ничьи, П — проигрыши, Мячи — забитые и пропущенные голы, ± — разница голов, О — очки

### Группа D
| М | Команда              | И  | В | Н | П | Мячи   | ±   | О  |
| - | -------------------- | -- | - | - | - | ------ | --- | -- |
| 1 | Франция              | 10 | 6 | 3 | 1 | 15 − 4 | +11 | 21 |
| 2 | Босния и Герцеговина | 10 | 6 | 2 | 2 | 17 − 8 | +9  | 20 |
| 3 | Румыния              | 10 | 3 | 5 | 2 | 13 − 9 | +4  | 14 |
| 4 | Беларусь             | 10 | 3 | 4 | 3 | 8 − 7  | +1  | 13 |
| 5 | Албания              | 10 | 2 | 3 | 5 | 7 − 14 | −7  | 9  |
| 6 | Люксембург           | 10 | 1 | 1 | 8 | 3 − 21 | −18 | 4  |

И — игры, В — выигрыши, Н — ничьи, П — проигрыши, Мячи — забитые и пропущенные голы, ± — разница голов, О — очки

### Группа E
| М | Команда    | И  | В | Н | П  | Мячи    | ±   | О  |
| - | ---------- | -- | - | - | -- | ------- | --- | -- |
| 1 | Нидерланды | 10 | 9 | 0 | 1  | 37 − 8  | +29 | 27 |
| 2 | Швеция     | 10 | 8 | 0 | 2  | 31 − 11 | +20 | 24 |
| 3 | Венгрия    | 10 | 6 | 1 | 3  | 22 − 14 | +8  | 19 |
| 4 | Финляндия  | 10 | 3 | 1 | 6  | 16 − 16 | 0   | 10 |
| 5 | Молдова    | 10 | 3 | 0 | 7  | 12 − 16 | −4  | 9  |
| 6 | Сан-Марино | 10 | 0 | 0 | 10 | 0 − 53  | −53 | 0  |

И — игры, В — выигрыши, Н — ничьи, П — проигрыши, Мячи — забитые и пропущенные голы, ± — разница голов, О — очки

### Группа F
| М | Команда  | И  | В | Н | П | Мячи    | ±   | О  |
| - | -------- | -- | - | - | - | ------- | --- | -- |
| 1 | Греция   | 10 | 7 | 3 | 0 | 14 − 5  | +9  | 24 |
| 2 | Хорватия | 10 | 7 | 1 | 2 | 18 − 7  | +11 | 22 |
| 3 | Израиль  | 10 | 5 | 1 | 4 | 13 − 11 | +2  | 16 |
| 4 | Латвия   | 10 | 3 | 2 | 5 | 9 − 12  | −3  | 11 |
| 5 | Грузия   | 10 | 2 | 4 | 4 | 7 − 9   | −2  | 10 |
| 6 | Мальта   | 10 | 0 | 1 | 9 | 4 − 21  | −17 | 1  |

И — игры, В — выигрыши, Н — ничьи, П — проигрыши, Мячи — забитые и пропущенные голы, ± — разница голов, О — очки

### Группа G
| М | Команда    | И | В | Н | П | Мячи    | ±   | О  |
| - | ---------- | - | - | - | - | ------- | --- | -- |
| 1 | Англия     | 8 | 5 | 3 | 0 | 17 − 5  | +12 | 18 |
| 2 | Черногория | 8 | 3 | 3 | 2 | 7 − 7   | 0   | 12 |
| 3 | Швейцария  | 8 | 3 | 2 | 3 | 12 − 10 | +2  | 11 |
| 4 | Уэльс      | 8 | 3 | 0 | 5 | 6 − 10  | −4  | 9  |
| 5 | Болгария   | 8 | 1 | 2 | 5 | 3 − 13  | −10 | 5  |

И — игры, В — выигрыши, Н — ничьи, П — проигрыши, Мячи — забитые и пропущенные голы, ± — разница голов, О — очки

### Группа H
| М | Команда    | И | В | Н | П | Мячи    | ±   | О  |
| - | ---------- | - | - | - | - | ------- | --- | -- |
| 1 | Дания      | 8 | 6 | 1 | 1 | 15 − 6  | +9  | 19 |
| 2 | Португалия | 8 | 5 | 1 | 2 | 21 − 12 | +9  | 16 |
| 3 | Норвегия   | 8 | 5 | 1 | 2 | 10 − 7  | +3  | 16 |
| 4 | Исландия   | 8 | 1 | 1 | 6 | 6 − 14  | −8  | 4  |
| 5 | Кипр       | 8 | 0 | 2 | 6 | 7 − 20  | −13 | 2  |

И — игры, В — выигрыши, Н — ничьи, П — проигрыши, Мячи — забитые и пропущенные голы, ± — разница голов, О — очки

### Группа I
| М | Команда     | И | В | Н | П | Мячи   | ±   | О  |
| - | ----------- | - | - | - | - | ------ | --- | -- |
| 1 | Испания     | 8 | 8 | 0 | 0 | 26 − 6 | +20 | 24 |
| 2 | Чехия       | 8 | 4 | 1 | 3 | 12 − 8 | +4  | 13 |
| 3 | Шотландия   | 8 | 3 | 2 | 3 | 9 − 10 | −1  | 11 |
| 4 | Литва       | 8 | 1 | 2 | 5 | 4 − 13 | −9  | 5  |
| 5 | Лихтенштейн | 8 | 1 | 1 | 6 | 3 − 17 | −14 | 4  |

И — игры, В — выигрыши, Н — ничьи, П — проигрыши, Мячи — забитые и пропущенные голы, ± — разница голов, О — очки

## Сравнение команд на вторых местах в группах
У команд, занявших вторые места в группах A, B, C, D, E и F, не учитываются матчи, сыгранные с командами, занявшими шестые места в своих группах. Команда, занявшая первое место среди вторых (Швеция), автоматически проходит в финальную стадию Евро-2012. Остальные команды разбились на пары и сыграли 2 стыковых матча (дома и в гостях). Первые матчи прошли 11 и 12 ноября, ответные — 15 ноября. Победители стыковых матчей также проходят в финальную стадию Евро-2012.
| М | Команда              | И | В | Н | П | Мячи    | ±  | О  |
| - | -------------------- | - | - | - | - | ------- | -- | -- |
| 1 | Швеция               | 8 | 6 | 0 | 2 | 20 − 11 | +9 | 18 |
| 2 | Португалия           | 8 | 5 | 1 | 2 | 21 − 12 | +9 | 16 |
| 3 | Хорватия             | 8 | 5 | 1 | 2 | 12 − 6  | +6 | 16 |
| 4 | Ирландия             | 8 | 4 | 3 | 1 | 10 − 6  | +4 | 15 |
| 5 | Босния и Герцеговина | 8 | 4 | 2 | 2 | 9 − 8   | +1 | 14 |
| 6 | Чехия                | 8 | 4 | 1 | 3 | 12 − 8  | +4 | 13 |
| 7 | Эстония              | 8 | 4 | 1 | 3 | 13 − 11 | +2 | 13 |
| 8 | Черногория           | 8 | 3 | 3 | 2 | 7 − 7   | 0  | 12 |
| 9 | Турция               | 8 | 3 | 2 | 3 | 8 − 10  | −2 | 11 |

И — игры, В — выигрыши, Н — ничьи, П — проигрыши, Мячи — забитые и пропущенные голы, ± — разница голов, О — очки

## Стыковые матчи
8 сборных, занявших вторые места в своих группах, были разбиты на пары и сыграют по два стыковых матча (дома и в гостях). При жеребьёвке был учтён рейтинг сборных УЕФА по состоянию на 12 октября.
| Первая корзина | Первая корзина | Вторая корзина       | Вторая корзина |
| Сборная        | Рейтинг        | Сборная              | Рейтинг        |
| Хорватия       | 32 723         | Турция               | 27 601         |
| Португалия     | 31 202         | Босния и Герцеговина | 27 199         |
| Ирландия       | 28 203         | Черногория           | 21 876         |
| Чехия          | 27 982         | Эстония              | 20 355         |

Жеребьевка прошла 13 октября в Кракове. По её итогам были определены четыре пары участников:
| Команда 1            | Итог | Команда 2  | 1-й матч | 2-й матч |
| -------------------- | ---- | ---------- | -------- | -------- |
| Турция               | 0:3  | Хорватия   | 0:3      | 0:0      |
| Эстония              | 1:5  | Ирландия   | 0:4      | 1:1      |
| Чехия                | 3:0  | Черногория | 2:0      | 1:0      |
| Босния и Герцеговина | 2:6  | Португалия | 0:0      | 2:6      |

Первые матчи прошли 11 ноября, ответные — 15 ноября. Победители стыковых матчей также прошли в финальную стадию Евро-2012.

## Бомбардиры
| 12 голов - Клас-Ян Хюнтелар (1 пен.) 8 голов - Мирослав Клозе 7 голов - Давид Вилья (2 пен.) - Микаэль Форсселль (1 пен.) 6 голов - Константин Васильев (2 пен.) - Генрих Мхитарян (1 пен.) - Гергей Рудольф - Марио Гомес - Антонио Кассано - Дирк Кёйт (1 пен.) - Робин ван Перси 5 голов - Геворг Казарян - Марвин Огунжими - Месут Озиль - Робби Кин (1 пен.) - Криштиану Роналду (1 пен.) - Адриан Муту (1 пен.) - Тим Матавж - Златан Ибрагимович 4 гола - Марко Арнаутович - Юра Мовсисян - Маркос Пиццелли - Эдин Джеко - Адам Салаи - Йосси Бенаюн (1 пен.) - Давид Сильва - Александр Цауня (1 пен.) - Александр Суворов - Нани - Алан Дзагоев - Роман Павлюченко (1 пен.) - Арда Туран - Каспер Хямяляйнен - Нико Краньчар (1 пен.) - Михал Кадлец (3 пен.) - Джердан Шакири 3 гола - Хамди Салихи - Даррен Бент - Джермейн Дефо - Уэйн Руни - Эшли Янг - Тимми Симонс (3 пен.) - Харис Мендуньянин - Звездан Мисимович (1 пен.) - Золтан Гера (1 пен.) - Владимир Коман - Томас Мюллер - Лукас Подольски - Андре Шюррле - Никлас Бентнер - Деннис Роммедаль - Фернандо Льоренте - Иоаннис Оккас - Дарвидас Шярнас - Майкл Мифсуд - Ибрагим Афеллай - Уэсли Снейдер - Элдер Поштига - Чиприан Марика - Никола Жигич - Марко Пантелич - Бурак Йилмаз - Гарет Бейл - Карим Бензема - Йоанн Гуркюфф - Флоран Малуда - Эдуардо да Силва - Кристиан Вильхельмссон - Себастиан Ларссон (1 пен.) - Ким Чельстрём 2 гола - Мартин Харник - Франц Шимер - Марк Янко - Рауф Алиев - Вагиф Джавадов - Вугар Надиров - Эрьон Богдани - Адам Джонсон - Фрэнк Лэмпард (2 пен.) - Артур Саркисов - Сергей Корниленко (1 пен.) - Даниэль ван Бюйтен - Аксель Витсель - Йелле Воссен - Маруан Феллайни - Ивелин Попов - Ведад Ибишевич - Миралем Пьянич - Балаж Джуджак - Имре Сабич - Кириакос Пападопулос - Василис Торосидис - Иоаннис Фетфацидис - Джаба Канкава - Давид Сирадзе - Микаэль Крон-Дели - Кевин Дойл - Эйден Макгиди - Хальгриммур Йонассон - Хейдар Хельгусон - Хуан Мануэль Мата - Альваро Негредо - Фернандо Торрес - Хави - Джампаоло Паццини - Сергей Гридин - Андреас Авраам - Каспар Горкш | 2 гола (продолжение) - Илчо Наумоский (1 пен.) - Ванче Шиков - Анатолий Дорош (1 пен.) - Руд ван Нистелрой - Мохаммед Абделлауи (1 пен.) - Джон Карью - Эрик Хусеклепп - Угу Алмейда - Данни - Раул Мейрелиш - Александр Кержаков - Павел Погребняк (1 пен.) - Габриэл Торже - Дэвис Стивен - Пэдди Маккорт - Зоран Тошич - Миливое Новакович (1 пен.) - Хамит Алтынтоп - Арон Рэмзи (1 пен.) - Фроди Беньяминсен (1 пен.) - Лоик Реми - Никола Калинич - Марио Манджукич - Мирко Вучинич - Эльсад Зверотич - Ярослав Плашил - Ян Резек - Транквилло Барнетта - Валентин Штокер - Понтус Вернблум - Андреас Гранквист - Мартин Ольссон - Ола Тойвонен - Юхан Эльмандер - Кенни Миллер - Стивен Нейсмит - Сергей Зенёв - Тармо Кинк - Каймар Сааг 1 гол - Андреас Иваншиц - Роланд Линц - Себастиан Прёдль - Эрвин Хоффер - Златко Юнузович - Руслан Абышов - Мурад Гусейнов - Рашад Садыхов - Махир Шукюров (1 пен.) - Клодиан Дуро - Гьергьи Музака - Гари Кэхилл - Кристиан Мартинес Алехо - Эдгар Манучарян - Станислав Драгун - Сергей Кисляк - Сергей Кривец - Антон Путило - Виталий Родионов - Эден Азар - Ян Вертонген - Венсан Компани - Николас Ломбартс - Насер Чадли - Иван Иванов - Сенияд Ибричич - Дарко Малетич - Сеяд Салихович (1 пен.) - Вильмош Ванцак - Золтан Липтак - Хольгер Бадштубер - Хайко Вестерман - Марио Гётце - Бастиан Швайнштайгер (1 пен.) - Теофанис Гекас - Георгиос Карагунис (1 пен.) - Сотирис Нинис - Димитрис Салпингидис - Йоргос Самарас - Никос Спиропулос - Георгос Фотакис - Ангелос Харистеас - Александр Иашвили - Леван Кобиашвили - Давид Таргамадзе - Томас Каленберг - Каспер Лорентцен - Мортен Расмуссен - Лассе Шоне - Кристиан Эриксен - Ларс Якобсен - Эльянив Барда - Таль Бен-Хаим I (1 пен.) - Таль Бен-Хаим II - Рами Гершон - Бирам Каяль - Лиор Рафаэлов - Томер Хемед - Этей Шехтер - Ричард Данн - Кевин Килбэн - Шейн Лонг - Шон Сент-Леджер - Кит Фейхи - Гюльфи Сигурдссон (1 пен.) - Колбейнн Сигторссон - Хаби Алонсо - Андрес Иньеста - Серхио Рамос - Леонардо Бонуччи - Даниэле де Росси - Альберто Джилардино - Фабио Квальярелла - Клаудио Маркизио - Тиагу Мотта - Андреа Пирло - Джузеппе Росси | 1 гол (продолжение) - Виталий Евстигнеев - Улан Конысбаев - Кайрат Нурдаулетов (1 пен.) - Сергей Остапенко - Эфстатиос Алонефтис - Михалис Константину - Марис Верпаковскис - Алексей Вишняковс - Артём Руднев - Марюс Станкявичюс - Микеле Польверино - Марио Фрик - Филиппе Эрне - Жиль Беттмер - Ларс Герсон - Орельен Йоахим - Марио Джуровский - Мирко Ивановски - Николче Новеский - Иван Тричковский - Джейми Пейс - Сергей Алексеев - Георгий Андроник - Игорь Бугаёв - Николай Жосан - Денис Змеу - Рафаэл Ван дер Варт - Джорджиньо Вейналдум - Люк де Йонг - Кевин Стротман - Джон Хейтинга - Мортен Гамст Педерсен - Йон Арне Риисе - Бреде Хангеланд - Тим Хегли - Жоау Моутинью - Мануэл Фернандеш - Элизеу - Динияр Билялетдинов - Денис Глушаков - Сергей Игнашевич - Игорь Семшов - Роман Широков - Янис Зику - Срджан Лукин - Богдан Станку - Кайл Лафферти - Гарет Маколи - Аарон Хьюз - Корри Эванс - Бранислав Иванович - Милан Йованович - Здравко Кузманович - Данко Лазович - Деян Станкович - Владимир Вайсс - Филип Голошко - Ян Дюрица - Мирослав Карган - Юрай Пирошко - Мирослав Стох - Филип Шебо - Даре Вршич - Златко Дедич - Хакан Балта - Гёкхан Гёнюл - Нихат Кахведжи - Семих Шентюрк - Стив Морисон - Кристиан Моуритсен - Арнбьорн Хансен - Кристиан Хольст - Йохан Эдмундссон - Мика Вяюрюнен - Яри Литманен (1 пен.) - Рони Порокара - Йоони Тойвио - Янн М’Вила - Филипп Мексес - Самир Насри (1 пен.) - Антони Ревейер - Милан Бадель - Огнен Вукоевич - Деян Ловрен - Лука Модрич - Ивица Олич - Младен Петрич - Дарио Срна - Андрия Делибашич - Радомир Джялович - Стеван Йоветич - Милан Барош - Роман Губник - Вацлав Кадлец - Томаш Нецид - Эрен Дердийок - Гёкхан Инлер (1 пен.) - Штефан Лихтштайнер - Марко Штреллер - Эмир Байрами - Маркус Берг - Александр Герндт - Микаэль Лустиг - Тобиас Хюсен - Дэвид Гудвилли (1 пен.) - Крейг Макейл-Смит - Стивен Макманус - Даррен Флетчер - Мартин Вунк - Райо Пийроя - Атс Пурье |

1 Автогол
- Рашад Садыхов (в матче с командой Германии)
- Валерий Алексанян (в матче с командой Ирландии)
- Арне Фридрих (в матче с командой Австрии)
- Никос Спиропулос (в матче с командой Израиля)
- Жерар Пике (в матче с командой Шотландии)
- Виталий Евстигнеев (в матче с командой Бельгии)
- Тадас Киянскас (в матче с командой Испании)
- Игорь Армаш (в матче с командой Финляндии)
- Рикарду Карвалью (в матче с командой Дании)
- Симоне Баччокки (в матче с командой Молдовы)
- Альдо Симончини (в матче с командой Швеции)
- Гарет Маколи (в матче с командой Италии)
- Александар Лукович (в матче с командой Эстонии)
- Рогви Балдвинссон (в матче с командой Словении)
- Эрик Абидаль (в матче с командой Беларуси)
- Райо Пийроя (в матче с командой Северной Ирландии)
- Андрей Сидоренков (в матче с командой Словении)